# Almost Ghosts
Almost Ghosts es una película documental de 2019 sobre los pueblos abandonados de la Ruta 66 americana. Estrenado en la sección oficial de la SEMINCI y ganador del premio a Mejor Documental en el Arizona International Film Festival. Fue candidato a los Premios Goya y nominado a los Premios del Audiovisual Valenciano en 2020.

## Argumento
Cuenta la historia del auge y declive de la carretera Ruta 66 de los Estados Unidos a través de tres personajes: Angel Delgadillo, fundador de la primera Asociación Histórica de la Ruta 66, Harley Russell, autor del mayor espectáculo red neck del trazado y Lowell Davis, fundador y creador del pueblo abandonado Red Oak II.

## Producción y financiación
Escrito y dirigido por Ana Ramón Rubio en 2018, es una producción independiente producida por Cristina Vivó y Casi Fantasmas, SC. Cuenta con la fotografía del premio de la Academia Valenciana del Audiovisual Celia Riera y Carlos López y la banda sonora original de Don Joaquín y canciones de The Howlin' Brothers y Sarah Gee & Ramblin Matt.
Se estrenó en verano de 2019 en cines históricos de la Ruta 66, con pases especiales en cines como el Odeon Theatre de Tucumcari (Nuevo México) o el Roxy Theatre de Hoolbrook (Arizona). Posteriormente, se estrena en octubre de 2019 en salas de cine de España.

## Premios y festivales
Se estrena en la sección competitiva Docs España de la Semana Internacional del Cine de Valladolid en 2018 y posteriormente gana el premio a Mejor Documental en el Festival Internacional de Cine de Arizona. Participa en el Festival de Cine y Televisión Reino de León, en la muestra Directed by Women o el festival InDocumentari, y recibe el premio a Mejor película en el festival Biosegura.
Fue nominado a mejor película independiente en los Blogos de Oro, a mejor dirección y mejor montaje en la Academia Valenciana del Audiovisual y candidato a los Premios Goya 2020 en 9 categorías. Por esta película, Ana Ramón Rubio recibe el premio CIMA a Mejor Dirección en el Festival de Cine de Madrid - PNR.

## Recepción, taquilla y críticas
Su estreno en España recibió una taquilla limitada y tuvo estreno limitado en pocas salas comerciales.
En cines históricos de la Ruta 66 (Estados Unidos) la acogida fue amplia, con cientos de espectadores en las proyecciones y eventos especiales a los que los asistentes acudieron en coches de época.
La crítica y recepción fue ampliamente positiva. Días de Cine lo catalogó como “una sugerente aproximación a la mítica Ruta 66 de impecable factura fotográfica y una sugestiva banda sonora”.  La revista Makma como “una joya llena de quilates” y E-Cartelera como un “retrato honesto y desmitificador”.
Su nota media es de 7.1 en Filmaffinity y 7.7 en IMDb.